# ヴィダル・サスーン
ヴィダル・サスーン（Vidal Sassoon、1928年1月17日 - 2012年5月9日）は、イギリス生まれのイスラエル人であり、ヘアドレッサー、実業家である。

## 生涯

### 生い立ち
ユダヤ人の両親のもとロンドンのハマースミスに生まれる。両親はユダヤ系で、父親のジャック・サスーン (Jack Sassoon, Nathan Sassoonとも) はギリシア北部のサロニカ (現テッサロニキ) 出身で、母親のベティ・ベリン (Betty Bellin, 1900年～1997年8月19日) は、反セム暴力 (ポグロム)により1890年代後半にキエフから逃れ英国に移民した家族の一員であった。また、弟が一人いる。
父親は女たらしで、3歳の時に家を出て行った。母親は貧しさからヴィダルら息子たちを7年間ユダヤ系孤児院に預けた。母親は月に一度息子に面会する事しか許されなかった。第二次世界大戦でウィルトシャーのホールトに疎開するまでキリスト教系の学校に通っていた。14歳で学校を中退し、メッセンジャーの仕事を経て義父の援助を受け理容室へ見習いとして働き始めた。
第二次世界大戦時、17歳だったため若すぎて正規軍に入れず、ユダヤ人退役軍人によってイーストロンドンに組織された抗ファシズムの民兵組織「43グループ」（en:43 Group）に加入。43グループの中で最も若いメンバーであった。1948年にはイスラエル国防軍に参加、第一次中東戦争で戦った。

### ヘアドレッサーとして
2010年に公開されたドキュメンタリー映画「ヴィダル・サスーン」でサスーンが語った事によると、彼はメイフェアにあったレイモンド・ベッソーネのサロンでの修行が現在の自分の技術の基になったという。彼が最初に自分のサロンを開いたのは1954年のロンドンであった。
1963年、サスーンは古典的なボブカットを元とする、新たなヘアスタイルを発表した。髪の毛を切る際に頭をいくつかに区画分けして、それぞれの区画の髪の毛をクリップ等でまとめて止めて分けた上で、髪の毛を人差し指と中指の間に1cm程の厚みで引き出してから切る『サスーンカット』は、現在の理容師や美容師の基本技術となっている。
サスーンは1982年にエルサレムのヘブライ大学に反ユダヤ主義研究のためのセンター「ヴィダルサスーン反ユダヤ主義国際研究所(SICSA)」を設立。2009年には大英帝国勲章を受章している。

### 晩年
2011年に白血病である事を公表し、闘病生活を送っていたが、2012年5月9日にロサンゼルスの自宅で亡くなった。84歳であった。

## 私生活
サスーンは4度結婚しており、最初の結婚は1956年で28歳の時。サロンのレセプション担当の女性と結婚したが、1年で結婚生活は破綻した。
2度目の結婚は米国に居住後の1967年で39歳の時。18歳も年下の女優、ビヴァリー・アダムスと結婚した。
サスーンはビヴァリーとの間に3人の子供に儲け、結婚生活は13年に亘った。1975年には「ザ・ビヴァリー＆ヴィダル・サスーン・ショー」というトーク番組で夫婦で司会をしたり、「美容と健康の1年」という本を共同出版するほど仲が良かったが、1980年に離婚している。ちなみに長女は女優となったが、2002年1月1日、薬物の過量服用によって死亡している。
1983年に3度目の結婚を果たしたが、2年で破綻。4度目の結婚は1997年、69歳の時だった。
子供はビヴァリーとの間に儲けた3人と養子1人の4人いる。

## ブランド
サスーンは1980年代初頭までは自分の名前を理容品会社に販売していたが、1980年にヘレン・オブ・トロイ社に家電美容製品部門を、1983年にリチャード・ヴィックス社にシャンプーなどのヘアケア商品部門を、2003年にリージス社に25店舗のサロンと4校のアカデミーを売却している。

### 訴訟問題
ヘアケア商品部門については、1985年に世界的な日用品メーカーであるプロクター・アンド・ギャンブル（P&G）がリチャード・ヴィックス社を買収したため、それ以後はP&Gがサスーンの名前を冠したシャンプーやコンディショナーを販売していた。
ところが、2003年にサスーンはアメリカ合衆国連邦裁判所において、「P&G社が同社の他ブランドであるパンテーン（パンテーンもかつてはヴィックス社の製品だった）などを優先し、「ヴィダルサスーン」ブランドをないがしろにして、自分の名前を汚している」という内容でP&Gに対して、訴訟を起こした。
しかしながら、両者は審理の開始を待たずに1年後の2004年9月に和解している。

### 日本での展開
ヘアケア製品についてはタイ国で生産され、P&G社の日本法人であるプロクター・アンド・ギャンブル・ジャパンを通して販売されている。
2008年春に｢ファッション、ミュージック、ヘアスタイル―流行はこの3つによって生まれる。過去も、未来も。｣というコンセプトのもと、スタイリストのパトリシア・フィールドと、日本の音楽業界から安室奈美恵を迎え入れ、商品名を『プレミアム ヴィダルサスーン』とし、パッケージも中身も一新した。2009年10月にはスタイリングシリーズが9年半ぶりに全面刷新され、全ての髪形を網羅する12アイテムに再編された。
2010年7月28日にはヘアケアシリーズを刷新。同時にイメージキャラクターがアンジェラベイビーに変更されている。
2024年春にP&Gはヴィダルサスーンの製造を終了した。
なお、ヘアーカーラーに関しては、中堅学習家具・照明機器のメーカー・小泉産業の関連会社で、電気製品の製販一貫メーカーである小泉成器が日本向けに輸入販売している。

#### ラインナップ
プレミアム ヴィダルサスーン
- セルフヘアエステ ベースケア プログラム
  - ベースケアシャンプー、ベースケアコンディショナー、ベースケアトリートメント
- セルフヘアエステ カラーケア プログラム
  - カラーケアシャンプー、カラーケアコンディショナー、カラーケアトリートメント
- セルフヘアエステ スペシャル プログラム
  - インテンシブ ヘアマスク

スタイリングシリーズ
- オイル
  - プラチナフィニッシュオイル
- ウォーター
  - モイスチャーシャワー、カールシャインウォーター
- ワックス
  - スタイリングクレイ、リメイクファイバーワックス、ミッドファイバーワックス、ソフトファイバーワックス、シャインクリームワックス、モイスチャーワックス
- フォーム
  - リッジウェーブフォーム、ソフトウェーブフォーム、スムースフォーム

#### CM
| 商品                                                         | 出演者                 | パターン                              | 音楽                                                    |
| ------------------------------------------------------------ | ---------------------- | ------------------------------------- | ------------------------------------------------------- |
| ヴィダルサスーン                                             | ケンプ・ミュール       | 「小悪魔したくなる髪」篇など他多数    |                                                         |
| ヴィダルサスーン                                             | アリッサ・サザーランド | 「あっちむいてホイ」篇                |                                                         |
| ヴィダルサスーン                                             | 岩堀せり               | 「スリム」篇                          |                                                         |
| プレミアム ヴィダルサスーン （Fashion×Music×VSキャンペーン） | 安室奈美恵             | 第1弾「60年代」「70年代」「80年代」篇 | 安室奈美恵「NEW LOOK」「ROCK STEADY」「WHAT A FEELING」 |
| プレミアム ヴィダルサスーン （Fashion×Music×VSキャンペーン） | 安室奈美恵             | 第2弾「Show Girl」篇                  | 安室奈美恵「Do Me More」                                |
| プレミアム ヴィダルサスーン （Fashion×Music×VSキャンペーン） | 安室奈美恵             | 第3弾「ブルジョワ・ゴージャス」篇     | 安室奈美恵「Dr.」                                       |
| プレミアム ヴィダルサスーン （Fashion×Music×VSキャンペーン） | 安室奈美恵             | 第4弾「リボーン」「アムロード」篇     | 安室奈美恵「MY LOVE」「COPY THAT」                      |
| 新セルフヘアエステプログラム                                 | アンジェラベイビー     | 「ビューティーサバイバル」篇          | アンジェラベイビー「Beauty Survivor」                   |